# 女超人 (第一季)
《女超人》第一季（英語：Supergirl Season 1）是一部美國超級英雄動作冒險電視劇，劇集以DC漫畫中之女超人角色改編而來；由製片人艾莉·安德勒和兩位綠箭宇宙開發者葛瑞格·貝蘭提和安德魯·克瑞斯伯格合作開發。第一季共有20集，於2015年10月26日在CBS首播，2016年4月18日播畢。

## 劇情簡介
氪星女孩卡拉·佐·艾爾13歲時，與堂弟卡·艾爾在氪星毀滅之際本將被家人一同被送到地球生存，但她的太空艙卻不小心掉進幻影空間，使她沉睡多年才抵達地球。卡拉迫降醒來後發現堂弟凱早已成為鼎鼎大名的英雄「超人」，並得到他的幫助寄往丹弗斯夫婦領養，也在成長階段時隱藏自己的超能力。現今24歲的卡拉，意識到自己所居住的「國際市」（National City）需要她的保護，迫使她決定挺身而出，在國際市打擊犯罪，並解決民眾的疑難雜症。
卡拉為了拯救姐姐艾莉絲而首次暴露存在並當上女超人，但負責緝拿外星逃犯的政府秘密部門「超自然行動局」突然前來干預，並從他們口中得知，當年被她母親在氪星緝捕的各種危險的外星罪犯，其所關押的氪星監獄「羅茲堡」意外伴隨她的宇宙船一起被送到地球上。部分囚犯逃出後開始潛藏在世界各個角落、作惡多端，裡面的罪犯甚至包括一些來自氪星的激進分子。因此，卡拉設法與作戰部合作緝捕這些罪犯時，同時也得面對地球上的危險分子，化身為「女超人」來為世界與國際城證明自己的存在價值。

## 卡司

### 主要演員
- 梅莉莎·班諾伊 飾演 卡拉·佐-艾爾／卡拉·丹佛斯／女超人
- 麥卡德·布魯克斯（英语：Mehcad Brooks） 飾演 詹姆斯·奧爾森
- 凱樂·利 飾演 艾莉絲·丹佛斯（英语：Alex Danvers）
- 傑雷米·喬丹 飾演 溫·肖特
- 大衛·哈伍德（英语：David Harewood） 飾演 漢克·亨肖（英语：Hank Henshaw）／喬恩·瓊茲／火星獵人
- 卡莉絲塔·佛克哈特 飾演 凱特·葛蘭特（英语：Cat Grant）

### 常設演員
- 勞拉·貝楠蒂 飾演 奧若拉·佐-艾爾（英语：List of minor DC Comics characters#Alura） & 奧絲特拉·銀-澤
- 狄恩·肯恩 飾演 傑瑞麥·丹佛斯
- 海倫·史萊特（英语：Helen Slater） 飾演 伊莉莎·丹佛斯
- 布莉亞娜·凡斯克斯（英语：Briana Venskus） 飾演 瓦絲奎茲
- 彼得·法辛納利 飾演 麥斯威爾·羅德（英语：Maxwell Lord）
- 珍娜·戴溫-塔圖姆 飾演 露西·蓮恩（英语：Lucy Lane）
- 布莉特·摩根（英语：Brit Morgan） 飾演 萊絲莉·威利斯／電女郎
- 葛倫·莫肖爾（英语：Glenn Morshower） 飾演 山姆·蓮恩（英语：Sam Lane (comics)）
- 克里斯·萬斯 飾演 諾恩（英语：Non (comics)）
- 塔妮·賽布瑞斯（英语：Tawny Cypress） 飾演 米蘭達·克萊恩
- 伊妲梨雅·瑞奇 飾演 席芳·史麥斯／銀女妖（英语：Silver Banshee）
- 勞拉·范德沃特 飾演 靛青（英语：Indigo (comics)）

### 客串演員
- 羅伯特·甘特（英语：Robert Gant） 飾演 佐-艾爾（英语：Zor-El）
- 法倫·泰賀（英语：Faran Tahir） 飾演 指揮官
- 歐文·約曼 飾演 瓦托斯（英语：Vartox）
- 賈斯提斯·利克（英语：Justice Leak） 飾演 幼翅蟲（英语：Hellgrammite (comics)）
- 克里斯·布朗寧（英语：Chris Browning） 飾演 班·克魯爾／核能人（英语：Reactron）
- 李維·米勒（英语：Levi Miller） 飾演 卡特·葛蘭特
- 伊多·高德堡（英语：Iddo Goldberg） 飾演 提歐·莫洛（英语：T. O. Morrow）／紅色旋風
- 瓊恩·茱麗葉·巴克（英语：Joan Juliet Buck） 飾演 凱薩琳·葛蘭特
- 查爾斯·哈夫福特（英语：Charles Halford） 飾演 哲姆（英语：Jemm）
- 亨利·徹爾尼 飾演 溫斯洛·肖特／玩具人（英语：Toyman）
- 艾瑪·考爾菲德（英语：Emma Caulfield） 飾演 卡麥蓉·雀絲（英语：Chase (comics)）
- 布萊克·詹納 飾演 亞當·佛斯特
- 荷普·蘿倫 飾演 比扎羅
- 傑夫·布蘭森（英语：Jeff Branson） 飾演 卡爾·德雷普／獄卒大師（英语：List of minor DC Comics characters#Carl Draper）
- 艾迪·麥克林托克（英语：Eddie McClintock） 飾演 詹姆斯·哈柏
- 伊芙·朵芮絲·格雷西 飾演 瑪克希瑪（英语：Maxima (comics)）

## 集數
| 總集數 | 集數 （季） | 標題                                                   | 導演            | 編劇                                                                                    | 首播日期       | 製作 代碼 | 美國收視人數 （百萬） |
| --- | ----------- | ------------------------------------------------------ | --------------- | --------------------------------------------------------------------------------------- | -------------- | --------- | --------------------- |
| 1 | 1           | 試播集 Pilot                                           | 葛倫·溫特       | 劇本創作 ：葛雷格·波蘭提 & 艾莉·安德勒 & 安德魯·克瑞斯伯格 故事構思 ：艾莉·安德勒       | 2015年10月26日 | 276088    | 12.96                 |
| 氪星毀滅時，卡拉·佐-艾爾被母親奧若拉送往地球，寄託著守護她的年幼堂弟凱·艾爾的使命，但她的太空艙不慎被星球爆炸波及而掉進幻影區，進入長達二十四年休眠後無意間脫離並迫降至地球，那時早已長大並成為「超人」的凱-艾爾接待她，並將她託付給丹佛斯夫婦收養長大。十二年後，卡拉在國際市的「凱特國際媒體企業」（CatCo）擔任媒體大亨凱特·葛蘭特的秘書，一晚注意到她從小一起長大的姐姐艾莉絲·丹佛斯所乘坐的飛機失事，在情急之下飛上天空將飛機平安迫降在水上。自從暴露存在、沒被其他人認出後，卡拉與工作上最好的夥伴溫合作，設計一套英雄服裝守護城市、打擊犯罪。但一個政府機密部門超自然行動局突然介入，局長漢克·亨肖與同樣身為探員的艾莉絲，解釋卡拉脫離幻影區時將氪星監獄羅茲堡一起帶至地球，行動局則成立負責追緝這些高危外星逃犯，因此希望卡拉不要冒險。策劃飛機襲擊的外星逃犯瓦托斯打算靠殺死卡拉來報復將他監禁的奧若拉，卡拉經歷一次失敗後，受艾莉絲的用心教導下才擊敗瓦托斯。而凱特企業新上任的藝術總監詹姆斯·奧爾森識出卡拉的身份，表示自己是《星球日報》前攝影師，受超人之托到這裡照看她，並將克拉克的披風交付給她。同時，瓦托斯背後的指揮官奧絲特拉身為奧若拉的雙胞胎妹妹，決定忍痛除掉姪女卡拉來繼續下一步。                                                                       |             |                                                        |                 |                                                                                         |                |           |                       |
| 2 | 2           | 團結更強大 Stronger Together                           | 葛倫·溫特       | 劇本創作 ：葛雷格·波蘭提 & 安德魯·克瑞斯伯格 故事構思 ：安德魯·克瑞斯伯格 & 艾莉·安德勒 | 2015年11月2日  | 4X7602    | 8.87                  |
| 卡拉自從化身為「女超人」開始盡力守護城市，卻在碼頭火災中不慎導致油輪的石油泄漏後，反而給自己留下污名。為了替自己正名，卡拉除了在行動局與艾莉絲進行體能與格鬥訓練時，順便找來溫和詹姆斯合作幫自己搜集城市各處的情報。她採取凱特寫女超人報導時提供的建議，決定開始從小事做起，並做完不到幾天的好事就洗刷自己的污點。與此同時，羅茲堡的一位外星逃犯幼翅蟲開始在各個發電廠偷取氯元素來作為食物來源，漢克帶隊去抓捕他時卻中埋伏，艾莉絲也被牠抓走而被帶到奧絲特拉的面前。卡拉急忙趕到後遇見自己的阿姨奧絲特拉後大吃一驚，而奧絲特拉本來打算想以家人的身份來說服卡拉加入自己的行列，但卡拉直接拒絕她而與她發生一場惡鬥。艾莉絲雖然受傷但依然徒手擊敗幼翅蟲，漢克赶到後拿一把氪石做的小刀，刺傷奧絲特拉後才讓她被迫撤退。奧絲特拉撤離回去後發現卡拉已經強大到超乎想像，於是決定另安排奪下城市的計畫。另一邊，凱特看在詹姆斯與超人交情好的上面，督促他叫來女超人和自己進行一次採訪；為了幫助詹姆斯，卡拉冒著被認出的危險而決定接受她的採訪。在行動局，漢克雖然終於開始對卡拉徹底改觀，但當他離開指揮所不久後，他的雙眼突然開始露出一絲紅光。 |             |                                                        |                 |                                                                                         |                |           |                       |
| 3 | 3           | Fight or Flight                                        | 德莫特·道斯     | 麥可·格拉斯 & 瑞秋·舒克特                                                               | 2015年11月9日  | 4X7603    | 8.07                  |
| 卡拉將凱特的專車搬到城市後山和她進行一對一訪問，卻不慎將自己和超人是親戚的事情說漏嘴；為此，凱特第二天就為這件事大做文章，也剛好被一個因為超人而失去妻子，外號「核能人」的人類罪犯班·克魯爾得知，克魯爾於是身穿核能戰衣偷襲卡拉，但卡拉還是破壞了他的戰衣而將他趕跑。在戰衣受損下，克魯爾前去「羅德科技企業」的實驗室，找上科技大亨麥斯威爾·羅德來修復自己的戰衣，卡拉跟蹤他來到廢車場和他大戰卻遭到擊敗。突然間，超人到場將克魯爾再次趕跑，卡拉為此對叫來超人的詹姆斯感到十分生氣。當晚，在凱特所舉辦的公司晚宴中，詹姆斯對卡拉道了歉，但克魯爾卻仍然不放棄而跑到晚宴上砸場子。詹姆斯冒險將克魯爾轉移視線，讓卡拉在有機可乘下拿掉克魯爾戰衣上的供能核心而擊敗他。事情一結束，卡拉得到和克拉克交談的儀器，本來打算和詹姆斯一起分享勝利的喜悅，卻發現他的前妻突然回到他身邊，並發現她的身份為露西·蓮恩，是露薏絲·蓮恩的妹妹。 |             |                                                        |                 |                                                                                         |                |           |                       |
| 4 | 4           | 她是如何辦到的？ How Does She Do It?                   | 索爾·佛雷登索   | 張嚴琳 & 泰德·蘇利文                                                                    | 2015年11月23日 | 4X7604    | 7.19                  |
| 凱特榮獲媒體大獎而奔向領獎大會時，留下卡拉、詹姆斯和溫一同照看公司；同時，凱特的兒子卡特來到公司等母親時由卡拉負責照顧，但由於各地發生的危機不斷，使卡拉必須要同一時間兩頭顧。一場針對羅德科技的炸彈襲擊被卡拉化解後，艾莉絲化身為聯調局特工、試圖說服麥斯推遲夜晚舉行的動力火車剪綵儀式，但麥斯還是決定上場。當天晚上，炸彈客對機場和動力火車上都佈下炸彈，詹姆斯突然發現露西即將到機場乘坐往大都會的飛機，全力跑去找她時發現她平安無事。漢克和艾莉絲進入機場後發現炸彈的構造無法解除，而漢克只能清空場地後用自己隱藏的自身力量來解除炸彈，並出去後稱此枚只是啞彈。同時在火車上，由於卡特和溫也在火車上面，而卡拉只能跑到火車頭來試圖說服炸彈客伊森·諾克斯投降，但諾克斯卻說自己為了救身患絕症的女兒而只能這麼做，最後讓卡拉去拯救列車、選擇自行切斷車頭自爆身亡。回到行動局，艾莉絲檢查“假”炸彈後發現裏面裝設防故障保險，卡拉於是推斷喜歡在儀器上裝設保險的麥斯是幕後主使；當她跑去找他對峙時，麥斯承認是自己自導自演所有襲擊，目的只是為了測試女超人的能力。當卡拉聲言自己一定會揭發他而迅速飛離後，麥斯還得意洋洋地聲言好戲才剛剛開始。 |             |                                                        |                 |                                                                                         |                |           |                       |
| 5 | 5           | 電女郎 Livewire                                        | 凱文·譚雀羅安   | 羅伯托·阿吉雷-薩卡薩 & 凱特琳·帕瑞席                                                    | 2015年11月16日 | 4X7605    | 7.77                  |
| 感恩節將至，卡拉的養母、艾莉絲的生母伊莉莎·丹佛斯來到國際市和女兒們團聚，但她也因為卡拉當上英雄而置身於危險之中，不停地怪罪艾莉絲沒有照顧好她。凱特國際的電台播音員萊絲莉·威利斯由於在電台上嘲諷女超人而被凱特降職，被派到直升機上去播報路況，誰知直升機卻因為雷電交加而即將撞向公司大樓。卡拉雖然及時到達，但也剛好和萊絲莉一同被閃電擊中，使萊絲莉的身體與氪星人身體元素加上雷電混合，擁有能夠自由控制雷電的超能力。感恩節當晚，卡拉邀請孤獨一人的溫一同前來，而艾莉絲將自己是超自然行動局特工的實情說出後，卻遭到伊莉莎的大聲指責，艾莉絲只好負氣出走。同時，萊絲莉從醫院醒來後，發現自己能用電能來去自由而化身成「電女郎」去向凱特報復，卡拉趕到後首次與凱特達成共識，與她互相合作制服萊絲莉，並叫行動局來將她收押。伊莉莎在回去之際對艾莉絲道歉，但也對卡拉和艾莉絲講述隱瞞已久的事情：幾年前，她們的父親傑瑞麥·丹佛斯為了保證卡拉的安全，而被迫加入行動局和漢克合作，而在不久之後就神秘死去。實情公佈使得卡拉和艾莉絲開始對漢克有所懷疑，兩姐妹決定齊心協力來調查父親當年的死亡真相。 |             |                                                        |                 |                                                                                         |                |           |                       |
| 6 | 6           | 赤面 Red Faced                                         | 傑西·沃恩       | 麥可·格拉斯 & 瑞秋·舒克特                                                               | 2015年11月30日 | 4X7606    | 8.02                  |
| 露西的父親、軍事將領山姆·蓮恩蒞臨國際市，來到行動局借用女超人，來為軍方最新研製的全能機器人「紅色旋風」進行測試，但機器人在測試時程序出錯而自行逃脫軍方掌控。山姆在實驗失敗下，不僅將事情怪罪卡拉，並開除機器人設計者提歐·莫洛。當天晚上，露西邀請詹姆斯和自己父親一起吃飯時，詹姆斯對於保護意識強而一直侮辱自己的山姆感到非常不滿；但晚飯後，紅色旋風突然飛到他們面前，露西在受傷下被趕到的卡拉所救，但機器人還是製造龍捲風走為上策。之後，艾莉絲將機器人的斷手帶給麥斯去幫忙分析時，麥斯發現紅色旋風其實只是遙控機器人，艾莉絲於是推斷是莫洛還在私下控制它，打算利用它來向山姆報復。於是，卡拉和艾莉絲聯手用山姆的影像引出紅色旋風，艾莉絲一槍射殺遠端操控的莫洛，而卡拉通過眼睛熱能射線、耗盡全力才使得紅色旋風炸成灰燼。事情之後，露西決定繼續留在城市裏和詹姆斯在一起。溫幫忙入侵行動局的系統後，發現傑瑞麥多年前陣亡於一場秘魯的機密行動中，而漢克當初不僅是小隊唯一的倖存者，還是最後一個見到傑瑞麥的人，這使得艾莉絲決定找時機來向他問清楚。當卡拉回去工作時，撿起碎玻璃時不小心被劃傷手，卻突然發現她已經開始像普通人一樣流血。 |             |                                                        |                 |                                                                                         |                |           |                       |
| 7 | 7           | 當一天的人 Human For a Day                             | 賴瑞·鄧         | 張嚴琳 & 泰德·蘇利文                                                                    | 2015年12月7日  | 4X7607    | 7.67                  |
| 卡拉發現自己和紅色旋風作戰時耗盡自身能量而變成普通人，只能等超能力慢慢恢復前放一天假。誰知，一場突如其來的地震席卷整座國際市，卡拉在各地都出現危機之下卻愛莫能助。在行動局，地震發生造成一名能夠操控人體大腦心智的外星罪犯「哲姆」逃出牢房，漢克下令基地緊急封鎖後帶隊前去抓回哲姆，卻丟失兩名隊友的性命。艾莉絲為此再也無法忍受，跑出去質問漢克為何一而再再而三地撒謊，將他銬住後自行跑出去和哲姆作戰，在即將落敗下還是被漢克救下一命。回到國際城，卡拉因為救人不及而陷入絕望，但在詹姆斯的幫助下不僅找回自我，並且還靠一己之力說服一個搶劫犯棄械投降。當詹姆斯試圖救人而不慎從高處墜落時，卡拉才恢復能力而救了他，之後回到城市各地展開救援。哲姆落網後，漢克發現自己已經瞞不住艾莉絲，於是只能對她單獨坦白自己的真實身份為喬恩·瓊茲，一個流亡到地球多年的火星人，多年前遭受真的漢克·亨肖抓捕時被傑瑞麥挽救一命，在傑瑞麥被認定陣亡後為了報答他的救命之恩及遵從他的遺願，用變形能力化身頂替漢克來重塑行動局，招募艾莉絲來守護她；知道一切真相的艾莉絲也從此改變對他的看法。卡拉在一天結束後好不容易恢復能力在空中飛行時，卻被捲土重來的奧絲特拉偷襲… |             |                                                        |                 |                                                                                         |                |           |                       |
| 8 | 8           | 惡意接管 Hostile Takeover                              | 凱倫·加菲歐拉   | 羅伯托·阿吉雷-薩卡薩 & 凱特琳·帕瑞席                                                    | 2015年12月14日 | 4X7608    | 7.28                  |
| 卡拉與奧絲特拉在國際市空中對打時，卡拉搶先佔上風之下擊敗奧絲特拉，最後將她帶回行動局關押起來。奧絲特拉在關押期間始終想利用奧若拉大義滅親、將自己強行逮捕的事情來說服卡拉，卡拉一開始並不接受，後來親口從母親的影像口中得知真相後大受打擊。當天，凱特的電腦遭到不明人士入侵，由於電腦上裝有一大堆敏感電子郵件，使得凱特陷入醜聞危機。於是，卡拉、詹姆斯、溫與精通法律知識的露西一同攜手合作來幫助她，而卡拉也剛好無意間發現公司董事會會長德克·阿姆斯特朗是主謀。期間，眾人發現凱特有暗中匯錢給一個名叫亞當·佛斯特的人，凱特於是對卡拉坦白亞當是自己第一場婚姻所生的長子，只是怕影響和而兒子的感情才決定對大眾隱瞞母子關係。而同時，溫和詹姆斯合作黑進阿姆斯特朗的電腦，找到他為這次駭客行動所做的安排。在證據確鑿下，阿姆斯特朗以妨害公司罪名被逮捕，但凱特也因此通過種種跡象證實卡拉就是女超人。另一邊，艾莉絲突然發現奧絲特拉其實是故意輸給卡拉，讓自己的其他手下有機可乘。此時，以奧絲特拉的丈夫、氪星將領諾恩領導的軍隊進攻羅德科技，漢克、艾莉絲和作戰部的軍隊則是第一時間趕到和他們對抗。而處於身份洩漏危機的卡拉，得知消息後立刻趕到與諾恩進行對決。 |             |                                                        |                 |                                                                                         |                |           |                       |
| 9 | 9           | Blood Bonds                                            | 史蒂夫·希爾     | 泰德·蘇利文 & 德瑞克·賽門                                                               | 2016年1月4日   | 4X7609    | 8.75                  |
| 卡拉與諾恩決鬥時遭到擊敗，而諾恩也抓走漢克作為交換人質的籌碼，危機結束後，麥斯將所有行動局軍隊趕出公司。艾莉絲雖然在紧急協議下當上代理局長，但山姆卻帶隊不打自招地接管了行動局，在通過折磨奧絲特拉套出他們的藏身之處後立刻派兵去營救，卻集體中炸彈陷阱而失敗。同時，卡拉一邊要擔心漢克的狀況，一邊還要顧慮強烈懷疑自己身份的凱特，當詹姆斯和溫一起合作來探查麥斯背後的秘密時，親自潛入公司內部搜集資料卻被抓到，被麥斯痛打幾拳後趕出去。卡拉得知此事後憤怒不已，想要去親自去復仇卻被詹姆斯和溫制止；卡拉隨後決定敞開心胸和奧絲特拉談話，得知自己母親當初其實認同奧絲特拉的想法，將她送進羅茲堡後答應她繼續完成拯救星球的事業。隨後，卡拉將奧絲特拉帶出去將漢克換回來，但諾恩本來帶領軍隊打算將他們一舉消滅時，被奧絲特拉制止才得以罷休。漢克一迴歸，山姆只能帶隊離開，而艾莉絲因為不小心將漢克真實身份說漏嘴，被有超級聽力的卡拉聽見。於是，卡拉讓漢克變形成女超人的模樣，和他同時出現在凱特面前才打消她的質疑。當所有事情結束後，卡拉對克拉克報平安，也決定和朋友們合作追查麥斯。同時，在羅德科技52號實驗室裏，躺著一個腦死亡的神秘金髮無名氏女子。 |             |                                                        |                 |                                                                                         |                |           |                       |
| 10 | 10          | Childish Things                                        | 潔米·巴比特     | 劇本創作 ：張嚴琳 故事構思 ：安娜·馬斯基·古德溫 & 詹姆斯·德維爾                         | 2016年1月18日  | 4X7610    | 8.77                  |
| 溫的親生父親、外號「玩具人」的犯罪天才溫斯洛·肖特越獄脫逃，使得負責追緝他的聯調局探員卡麥蓉·雀絲，希望溫能擔任誘餌而將他引出來。但追捕行動不幸以失敗告終後，卡拉獨自到溫斯洛的舊玩具倉庫找到他，但不慎踩中溫斯洛的流沙陷阱，雙腳持續下陷的卡拉雖最終脫身卻也讓他逃跑。另一邊，艾莉絲幫卡拉探查麥斯背後的機密時，全力說服漢克使用火星人的變形能力協助。於是，艾莉絲喬裝前去與麥斯約會拖延時間，漢克變形成麥斯潛入公司、進入52號實驗室找到了躺在病床上的神秘女子，卻不慎被一名保安認出而只能清除他的記憶後逃跑。當溫對父親的事情感到不知所措下，被卡拉安慰後卻情不自禁地吻了她，發現自己衝動而乖乖離開後反而被父親抓走。溫斯洛對兒子解釋自己跑出來就是為了和他團圓，並利用溫放置炸彈而暗殺一名與自己有仇的玩具展商。就在溫發現無辜市民在場而無法下手時，卡拉與卡麥蓉帶隊過來營救在場市民，制止炸彈危機並在地下室成功抓獲溫斯洛。回到公司裏，凱特招募露西過來作為公司的法律顧問，而溫獲救後決定不再逃避、對卡拉敞開心胸告知自己對她的感情。卡拉在陷入憂鬱下回到家中和艾莉絲一起看電視劇時，麥斯卻通過暗中裝在艾莉絲皮包上的小型監視器，進而得知她們是一對姐妹。 |             |                                                        |                 |                                                                                         |                |           |                       |
| 11 | 11          | 來自外星的陌生訪客 Strange Visitor from Another Planet | 葛倫·溫特       | 麥可·格拉斯 & 凱特琳·帕瑞席                                                             | 2016年1月25日  | 4X7611    | 7.90                  |
| 一名反外星人的美國參議員米蘭達·克萊恩蒞臨國際市，在發表《反外星人提案》的新聞發佈會上，遭遇一隻「白火星人」的襲擊。漢克等人到場營救米蘭達，將她帶回行動局進行保護，但所有人後來發現她是白火星人所調包並變形的假貨，於是在毫無準備下遭到它的攻擊。卡拉把它趕跑後，漢克／喬恩講述他的妻子和兩個女兒當初就是慘死在白火星人種族的手上，於是決定為家人報仇。回到公司裏，凱特的長子亞當·佛斯特突然來到城市和凱特見面，當凱特得知是卡拉替她寫信傳喚他過來而大發雷霆時，卻發現自己無法避免而只能心平氣和地和亞當見面。在卡拉的幫助下，母子倆的感情逐漸好轉，而亞當也因此開始對卡拉產生好感。同時當漢克帶隊去下水道擒拿白火星人時，雖然將真正的米蘭達成功救出，艾莉絲卻中計而被白火星人劫為人質。在無計可施下，漢克和卡拉一同上演一場苦肉計，共同合作擊敗它，而當漢克打算實施報仇時，卡拉用自己的經歷和痛苦才讓漢克放棄念頭，最後將白火星人關押起來。米蘭達被救出後對女超人十分感激，於是親自撤除反外星人提案，而卡拉當晚與艾莉絲商討圖和應對和亞當的約會時，突然看到新聞上，“另一個”女超人在一座橋上大肆破壞。 |             |                                                        |                 |                                                                                         |                |           |                       |
| 12 | 12          | Bizarro                                                | 約翰·休沃特     | 羅伯托·阿吉雷-薩卡薩 & 瑞秋·舒克特                                                      | 2016年2月1日   | 4X7612    | 6.65                  |
| 麥斯對神秘無名氏女子護理整整三個月，最後將她和女超人的DNA以及紅捲風的斷手中元素合成，成功將她塑造成一個女超人之克隆體，讓她擁有和女超人完全相反的超能力。自從這位“假”女超人在橋上大鬧一場後，凱特為事情做文章時將她命名為「比扎羅」，而卡拉在應對和亞當的約會時、還要親自出面和她對抗，和她打完一戰後發現她和自己除了用詞以外，和自己幾近一模一樣。眾人通過溫的追查發現麥斯是幕後主使後，艾莉絲親自過去拜訪他，卻得知他早就發現卡拉的身份、包括她和自己是姐妹關係，於是在別無選擇下將他抓回行動局關起來。發生危機時，卡拉由於沒辦法同一時間兩頭顧，於是只能忍痛和剛開始交往不久的亞當分手，但比扎羅這時卻抓走詹姆斯來作為誘餌引出卡拉。同時，漢克動用逆向工程製造出藍氪石，作為能制伏比扎羅的武器。詹姆斯被挾持時為了拖延時間與引起卡拉的注意，而對比扎羅說出他對卡拉的真實情感，也讓卡拉和艾莉絲有機可乘而一槍將她制服。之後，比扎羅恢復自我後再度被麻醉，恢復腦死亡狀態來等待治療方案。夜晚，當卡拉獨自回家時，突然發現自己家中平白無故出現某種大型植物孢子，並突然被孢子中所孵化的神秘生物偷襲… |             |                                                        |                 |                                                                                         |                |           |                       |
| 13 | 13          | 獻給擁有一切的女孩 For the Girl Who Has Everything     | 德莫特·道斯     | 劇本創作 ：安德魯·克瑞斯伯格 故事構思 ：泰德·蘇利文 & 德瑞克·賽門                       | 2016年2月8日   | 4X7613    | 7.92                  |
| 艾莉絲、溫與詹姆斯發現卡拉被一種稱為「黑慈之花」的外星寄身物、困於她內心中所渴望的一個夢境世界：一個從來沒有被毀滅的氪星。困入夢境裏的卡拉遇見自己的母親奧若拉、父親佐·艾爾、包括幼年時代的凱·艾爾，並開始陷進梦境世界中無法自拔。在現實世界中，所有人為了救卡拉而開始和時間賽跑，讓漢克用變形能力偽裝成卡拉去公司和凱特拖延時間，艾莉絲則是被迫將關押的麥斯放出來，利用他研製的一種夢境共享儀器，進入卡拉的夢境中將她帶回來。艾莉絲遇見卡拉後卻發現她不僅早已將夢境視為現實、甚至也忘記自己是誰，於是在即將被趕出去的一刻，講出她們之間的姐妹情深才讓卡拉醒悟過來。一刻，艾莉絲與卡拉共同從夢境中清醒，漢克調查出諾恩一開始進攻羅德科技是為了癱瘓國際市的衛星，并為了不讓卡拉來搗亂而放置黑慈之花。卡拉在勃然大怒下過去再次和諾恩對決，而諾恩喊出一個「萬劫」（Myriad）一詞後直接飛跑。當艾莉絲和漢克共同對付奧絲特拉時，艾莉絲為了救漢克而被迫一刀刺穿奧絲特拉的胸膛，卡拉趕到後只能眼睜睜地看著自己的姨媽死去，而漢克為了守住艾莉絲和卡拉的姐妹情誼而自行頂替罪名。之後，所有人一起慶祝卡拉的歸來，但諾恩看著死去的妻子而陷入了悲憤，決心要為她完成他們的理想。 |             |                                                        |                 |                                                                                         |                |           |                       |
| 14 | 14          | Truth, Justice and the American Way                    | 蕾克西·亞歴山大 | 劇本創作 ：麥可·格拉斯 故事構思 ：張嚴琳 & 凱特琳·帕瑞席                                | 2016年2月22日  | 4X7614    | 7.25                  |
| 諾恩要求卡拉一同前去為死去的奧絲特拉送行，並在葬禮結束後遵照氪星習俗，前去長達兩個星期的送行儀式，暫時停止進攻地球。對於親人之死耿耿於懷的卡拉，一直都無法接受漢克對她痛下殺手，卻不知道真正動手的人是艾莉絲。與此同時，來自於羅茲堡的外星獄警「獄卒大師」，在各地抓捕一系列羅茲堡的外星逃犯後將其斬首，並且由於遵守理念而打算處死一名犯下輕罪、偽裝成一名人類教授的外星人。卡拉試圖阻止獄卒大師在地球動用私刑，卻被善用鐵鏈的獄卒大師束縛手腳，最後被關入無法使用超能力的牢籠中而無法脫身。艾莉絲帶隊去解救卡拉時，發現獄卒大師平常是偽裝成一名人類警探，於是到他家查看後找到他藏身的宇宙船，救出卡拉後一起合作擊敗他。當卡拉回去工作時，突然得知凱特雇用一位名叫席芳·史麥斯的女子作為第二助手，聰明又能幹的席芳讓卡拉首次感到十分妒忌。由於麥斯許久不見人影，凱特於是派露西和詹姆斯調查他的失蹤案，詹姆斯因為不慎將自己知情行動局的事情對露西說漏嘴，首先說服卡拉關於真理的意義，並且也開始考慮對露西坦誠關於卡拉的一切。最後，卡拉和艾莉絲決定將麥斯無罪釋放，之後打算和自己母親的人工智能影像詢問有關於諾恩口中講過的「萬劫」的資料時，卻被影像以警告的形式回絕。 |             |                                                        |                 |                                                                                         |                |           |                       |
| 15 | 15          | 孤軍奮戰 Solitude                                      | 德莫特·道斯     | 劇本創作 ：瑞秋·舒克特 故事構思 ：安娜·馬斯基·古德溫 & 詹姆斯·德維爾                    | 2016年2月29日  | 4X7615    | 6.69                  |
| 卡拉因為對漢克反感而辭退行動局工作，回到公司時都會被席芳搶走所有功勞。突然間，一个神秘美女駭客現身在電視中，利用網絡將整座城市的交通與經濟系統癱瘓。當卡拉、詹姆斯與溫開始調查此事時，女駭客本人卻直接藉由網絡而現身至她們面前，而卡拉通過她頭上的三角符號，得知她是一個被關在羅茲堡的慧核星人，自稱「靛青」。卡拉將她趕跑時婉拒漢克的幫助，詹姆斯將她帶領至位於北極的秘密基地「孤獨堡壘」，通過機器人「凱利斯」提供的資料，得知靛青打算毀滅人類的企圖。如同推論，靛青通過一名軍事將領入侵國際城軍事基地裏的核彈庫，對城市發射一枚核彈，卡拉在別無他法下只能去求助漢克與艾莉絲，通過她們提供的終止密碼才將核彈關掉。同時，靛青在溫所植入的電腦病毒下開始自我解體，但她卻喊出自己當初藉由卡拉的宇宙船來將羅茲堡脫離幻影空間，痛罵卡拉忘恩負義後粉碎解體。事情一結束，露西發現詹姆斯和卡拉之間的情愫後決定和他分手，而卡拉好不容易迴歸行動局時，艾莉絲最終坦誠自己殺死奧絲特拉的實情，但得知實情的卡拉卻沒有怪罪於她，反而擁抱安慰充滿愧疚的姐姐。此時，諾恩用外星技術將粉碎解體的靛青再次重組起來，說從今以後就聽他的命令行事。 |             |                                                        |                 |                                                                                         |                |           |                       |
| 16 | 16          | 英雄隕落 Falling                                       | 賴瑞·鄧         | 羅伯特·羅夫諾 & 潔西卡·奎勒                                                             | 2016年3月14日  | 4X7616    | 6.53                  |
| 卡拉在一個火災現場救援時，誤觸一個神秘紅色物質而性情大變，從溫順有禮變得嬌縱狂妄，在緝拿外星逃犯時還故意將牠放跑。席芳發現女超人故意放走逃犯的事情後本想曝光這條新聞來成名，但由於故事沒有被凱特採信，於是決定將新聞爆料給星球日報並跳槽。卡拉發現她的企圖後，將席芳原要發給派瑞·懷特的郵件轉交給凱特，導致席芳被凱特當眾開除。當晚，卡拉本來想對詹姆斯表達自己對他的愛慕，時機卻剛好被凱特的短信打斷，於是以女超人的身份將凱特直接扔下樓，但還是在她落地的一瞬間將她送至地上。受驚嚇的凱特將女超人最近的言行直播出去，導致整座國際市對女超人感到恐慌。當艾莉絲等人討論卡拉的近來行為時，麥斯來到行動局解釋是他製出的紅氪石導致卡拉的反常，聲言只是為了對付諾恩所製，卻錯估形勢而害到女超人。麥斯為了贖罪而幫忙研製解藥，所有人立刻將卡拉視為敵人與目標，當卡拉來到城市大鬧一場時，艾莉絲試圖阻止她卻被誤傷。一刻，漢克被迫在所有手下人與公眾的面前現出原型制服卡拉，也間接著遭到同事的逮捕。卡拉在解藥作用下恢復自我，但也意識到自己的行為已經傷害到家人、朋友與整座城市。當卡拉以女超人身份回去找凱特道歉時，凱特接受她的歉意，並還是提醒她必須要先贏回整座城市的信任。註：此集部分劇情元素取自著名超級英雄電影《超人2》、《超人III》和《蜘蛛人3》。                     |             |                                                        |                 |                                                                                         |                |           |                       |
| 17 | 17          | 獵人 Manhunter                                         | 克里斯·費雪     | 劇本創作 ：德瑞克·賽門 故事構思 ：辛蒂·利奇曼 & 瑞秋·舒克特                             | 2016年3月21日  | 4X7617    | 6.00                  |
| 無妄之災過後，卡拉開始盡全力為自己正名，儘管處處碰壁但仍然永不放棄。由於漢克公開自己是外星人的身份，使得整個行動局接受軍事調查，一位對外星人有敵意的陸軍上校詹姆斯·哈柏協同著露西開始審問漢克。漢克向他們倆交代自己流亡到地球之後的經歷，包括真正的漢克當年是如何陣亡的事情。之後，漢克被軍方收押，艾莉絲也因為和漢克有著長時間接觸而被視同幫兇，兩人一同被哈柏送去進行非法外星人實驗的「卡德摩斯計畫」的神秘軍方設施。卡拉為了拯救他們倆，對露西坦誠自己是女超人，用自己從小到大承受過的苦難才說服露西幫助自己。夜晚，卡拉與露西騎摩托劫下關押漢克與艾莉絲的貨車，漢克自由後用能力抹去哈柏的記憶，卻從他的記憶中看見艾莉絲的父親傑瑞麥還活著的畫面。最後，艾莉絲決定與漢克一起逃亡、尋找父親；而哈柏清醒後由於受過漢克的思想操縱，自行辭職後任命露西成為行動局的代理主管。與此同時，席芳因為身敗名裂而打算對卡拉實施報復，決定以其人之道還治其人之身，偷偷用卡拉的名義偽造一封侮辱凱特的郵件。但溫所幸發現這件事後選擇忠於卡拉，向凱特舉報席芳的誹謗行為而使她再一次被趕出公司。席芳至此一無所有，借酒澆愁時不慎從高處落下，突然被自己尖叫時所發出的聲波減緩下墜的衝擊。                                                                                                  |             |                                                        |                 |                                                                                         |                |           |                       |
| 18 | 18          | 世界最強 Worlds Finest                                 | 尼克·戈麥斯     | 劇本創作 ：葛雷格·波蘭提 故事構思 ：安德魯·克瑞斯伯格 & 麥可·格拉斯                     | 2016年3月28日  | 4X7618    | 7.16                  |
| 席芳送至行動局檢查時發現身體完全無異狀，詢問自己的親屬後才得知自己出生於一個女妖詛咒的世家。席芳被自己的超能力誘惑，將被關押在行動局裏的萊絲莉·威利斯放出去後，開始和她攜手合作進行復仇。這時，卡拉無意間遇到一位從另一條平行宇宙中穿越至此的貝瑞·艾倫，而卡拉、溫和詹姆斯答應幫忙協助他回去他的宇宙時，也請求他能幫忙一起抓捕席芳和萊絲莉。席芳以「銀女妖」的全新形象現身，一聲尖叫就讓卡拉無計可施。卡拉與貝瑞面對兩個強大的超人類，在無法匹敵下被迫撤離。席芳和萊絲莉在第二天一早，回到公司抓走凱特作為人質，卡拉於是只能和貝瑞再次硬著頭皮上陣，來到城市公園中將凱特解救出去。當萊絲莉打算用雷電轟下空中的一架直升機時，卡拉只能用自己的嬌小身軀將雷電擋下來。所有市民目睹一切後徹底對她改觀，集體站出來守護著拯救他們的女超人，而城市消防隊趕到後用高壓水制服萊絲莉與席芳，兩人最後雙雙被警察收押。卡拉因為英勇舉動而再一次被市民們吹捧成為英雄，卡拉和貝瑞通過擁抱證明友情後，通過將他拋出去而讓貝瑞穿越回他的世界。當晚，卡拉本來打算聽從貝瑞的建議，敞開心胸和詹姆斯表白。這時，諾恩啟動萬劫程序，導致除了卡拉以外的所有市民，遭受某種思想控制後，集體走到街上行軍……註：此集為本劇與綠箭宇宙電視劇《閃電俠》的首部連動集，由格蘭特·古斯汀飾演的貝瑞·艾倫客串此集。 |             |                                                        |                 |                                                                                         |                |           |                       |
| 19 | 19          | 萬劫不復 Myriad                                        | 亞當·凱恩       | 張嚴琳 & 凱特琳·帕瑞席                                                                  | 2016年4月11日  | 4X7619    | 6.12                  |
| 在萬劫程序所傳播的電磁波信號的影響下，整座城市的市民都被諾恩與靛青控制，包括身在行動局的露西等人，連趕來協助的超人都無法倖免。卡拉面對前所未有的孤立無援，卻發現唯獨只有戴著精神抑制器的凱特與麥斯不受控制，而諾恩本人到場後解釋萬劫當初是由奧絲特拉為氪星所創造，打算靠強制型的“奴隸制”來避免星球上的子民們自我毀滅。一刻，諾恩為了讓卡拉體驗失去所愛之人的感覺，控制著溫、詹姆斯與一名女同事同時跳樓，卡拉救了溫和詹姆斯卻沒有救到該名女同事。與此同時，艾莉絲與漢克潛逃至伊莉莎的老家，拿到必需品後瞭解到國際市的現況，當艾莉絲執意要回去幫卡拉時，還沒來得及告知伊莉莎關於父親還活著的實情就必須離開。在城市，麥斯想出一個會犧牲小我、但能終結危機的辦法，利用一枚滿載氪石碎片的炸彈在空中引爆後殺光諾恩與其他所有氪星人，但卡拉與凱特一同說服麥斯收手，提醒他不要為自己父母的悲劇影響，三個人最後決定攜手合作來阻斷萬劫的信號。當艾莉絲與漢克回到城市時，靛青突然現身重傷漢克後將艾莉絲抓走，而諾恩為了替奧絲特拉復仇，讓遭受信號控制的艾莉絲身穿戰甲、手持當初殺死奧絲特拉的氪石刀而來到卡拉面前。卡拉在無從選擇下，只能走上前與艾莉絲決一死戰。 |             |                                                        |                 |                                                                                         |                |           |                       |
| 20 | 20          | 人性本善 Better Angels                                 | 賴瑞·鄧         | 劇本創作 ：安德魯·克瑞斯伯格 & 艾莉·安德勒 故事構思 ：羅伯特·羅夫諾 & 潔西卡·奎勒       | 2016年4月18日  | 4X7620    | 6.11                  |
| 卡拉與遭受操縱的艾莉絲發生內戰時，受傷的漢克將伊莉莎帶過來，讓她以「希望」之詞讓艾莉絲醒悟。眾人因此以同樣的方式直播女超人，讓所有市民一夜之間脫離洗腦控制。氣急敗壞的諾恩聽從靛青的提議，通過加大腦波信號殺死所有人類，之後移居下一個星球統治。麥斯到行動局表示這種信號會使人體在大腦超負荷之下爆炸。卡拉得知自己可能會送命，為了以防萬一而跑去和自己的朋友、家人與同事告別，最後得知諾恩的藏身地點位於被棄置在沙漠中的羅茲堡後，和隨行的喬恩一同前去。卡拉與喬恩來到羅茲堡外聯手對抗諾恩與靛青時，全人類因為信號擴大而開始劇烈頭痛。最後的五分鐘期間，喬恩將靛青撕成兩半，而卡拉則以家人之名發出一擊，使諾恩在熱射線反彈下雙目失明而落敗。由於信號已無法阻止，卡拉在別無選擇下決定犧牲自我，將整座羅茲堡扔進宇宙中才讓信號停止。被困在宇宙中的卡拉被駕駛自己兒時太空艙的艾莉絲救回地球，清醒後獲得所有人的讚揚與支持。山姆不但對卡拉徹底改觀，下令和她並肩作戰的喬恩得到赦免與複職。一切都結束後，所有人集體來到卡拉家中聚餐同樂、慶祝勝利。就在這時，另一架氪星小型太空艙突然迫降在附近，卡拉與喬恩第一時間前去檢查時，卡拉打開艙門後對坐在裏面的人感到大為吃驚。 |             |                                                        |                 |                                                                                         |                |           |                       |

注明
1. 1 2  第一季第四集《她是如何辦到的？》原計畫是在2015年11月16日播出，但基於近期發生的巴黎恐怖襲擊；當集中剛好包含炸彈恐怖襲擊的敏感內容，於是被節目台撤出播出日期[7]。取代而之的是原計畫在2015年11月23日所播出的第五集《電女郎》，作為第四集先在11月16日播出，《她是如何做到的？》則是推遲至11月23日作為第五集播出[8]。

## 收視
| 總集數 | 集數 | 標題                   | 播出日期       | 收視／份額 （18–49歲） | 收視 （百萬） | DVR （18–49歲） | DVR收視 （百萬） | 加總 （18–49歲） | 總收視 （百萬） |
| ------ | ---- | ---------------------- | -------------- | ---------------------- | ------------- | --------------- | ---------------- | ---------------- | --------------- |
| 1      | 1    | 試播集（Pilot）             | 2015年10月26日 | 3.1/9                  | 12.96         | 1.3             | 3.97             | 4.4              | 16.92           |
| 2      | 2    | 團結更強大（Stronger Together）         | 2015年11月2日  | 2.2/7                  | 8.87          | 1.0             | 3.33             | 3.2              | 12.20           |
| 3      | 3    | （）                   | 2015年11月9日  | 1.7/5                  | 8.07          | 1.0             | 2.83             | 2.7              | 10.90           |
| 4      | 4    | 她是如何辦到的？（How Does She Do It?）   | 2015年11月23日 | 1.5/5                  | 7.19          | 0.8             | 2.26             | 2.3              | 9.45            |
| 5      | 5    | 電女郎（Livewire）             | 2015年11月16日 | 1.8/6                  | 7.77          | 0.8             | TBD              | 2.6              | TBD             |
| 6      | 6    | 赤面（Red Faced）               | 2015年11月30日 | 1.6/5                  | 8.03          | 0.8             | 2.49             | 2.4              | 10.51           |
| 7      | 7    | 當一天的人（Human For a Day）         | 2015年12月7日  | 1.5/5                  | 7.67          | 0.9             | 2.32             | 2.4              | 9.98            |
| 8      | 8    | 惡意接管（Hostile Takeover）           | 2015年12月14日 | 1.5/5                  | 7.28          | 0.8             | 2.28             | 2.3              | 9.55            |
| 9      | 9    | （）                   | 2016年1月4日   | 1.9/6                  | 8.75          | 0.7             | TBD              | 2.6              | TBD             |
| 10     | 10   | （）                   | 2016年1月18日  | 1.8/6                  | 8.77          | 0.8             | 2.18             | 2.6              | 10.95           |
| 11     | 11   | 來自外星的陌生訪客（Strange Visitor from Another Planet） | 2016年1月25日  | 1.8/5                  | 7.90          | 0.7             | 2.21             | 2.5              | 10.11           |
| 12     | 12   | （）                   | 2016年2月1日   | 1.5/5                  | 6.65          | 0.8             | 2.18             | 2.3              | 8.83            |
| 13     | 13   | 獻給擁有一切的女孩（For the Girl Who Has Everything） | 2016年2月8日   | 1.8/6                  | 7.92          | TBD             | TBD              | TBD              | TBD             |
| 14     | 14   | （）                   | 2016年2月22日  | 1.5/5                  | 7.25          | TBD             | TBD              | TBD              | TBD             |
| 15     | 15   | 孤軍奮戰（Solitude）           | 2016年2月29日  | 1.4/5                  | 6.69          | 0.7             | 2.17             | 2.1              | 8.86            |
| 16     | 16   | 英雄隕落（Falling）           | 2016年3月14日  | 1.3/4                  | 6.53          | 0.7             | TBD              | 2.0              | TBD             |
| 17     | 17   | 獵人（Manhunter）               | 2016年3月21日  | 1.3/4                  | 6.00          | 0.7             | 2.07             | 2.0              | 8.07            |
| 18     | 18   | 世界最強（Worlds Finest）           | 2016年3月28日  | 1.7/6                  | 7.17          | 0.8             | 2.47             | 2.5              | 9.63            |
| 19     | 19   | 萬劫不復（）           | 2016年4月11日  | 1.3/5                  | 6.12          | 0.7             | 2.04             | 2.0              | 8.16            |
| 20     | 20   | 人性本善（Better Angels）           | 2016年4月18日  | 1.3/4                  | 6.12          | 0.7             | 2.04             | 2.0              | 8.16            |
| 平均   | 平均 | 平均                   | 平均           | 1.7                    | 7.68          | 0.8             | 2.35             | 2.5              | 10.03           |

## 外部連結
- 官方网站 （英文）